# Ljubičevac (Kladovo)
Pour les articles homonymes, voir Ljubičevac.
Ljubičevac (en serbe cyrillique : Љубичевац) est un village de Serbie situé dans la municipalité de Kladovo, district de Bor. Au recensement de 2011, il comptait 367 habitants.

## Démographie

### Évolution historique de la population
| 1948  | 1953  | 1961  | 1971  | 1981  | 1991  | 2002 | 2011 |
| ----- | ----- | ----- | ----- | ----- | ----- | ---- | ---- |
| 1 403 | 1 398 | 1 394 | 1 440 | 1 562 | 1 366 | 458  | 367  |

|  |